# Sakuteiki
Sakuteiki (作庭记, lit. "Livro de Concepção de Jardins") é o mais antigo manuscrito sobre a concepção de jardins. Remonta ao Período Heian da história do Japão, provavelmente da segunda metade do século XI, sendo portanto o mais antigo livro conhecido sobre a concepção estética de jardins.

## Autor
O autor é desconhecido. Fujiwara no Yoshitsune era o suposto autor do ideais estéticos do Sakuteiki, porém uma pesquisa recente indica que Toshitsuna no Tachibana (1028-1094) teria escrito a obra. Toshitsuna, filho de Fujiwara no Yorimichi, trabalhou durante muito tempo na administração dos edifícios imperiais. Sabemos que realizou vários projetos de jardins e inclusivamente possuía duas propriedades, conjetura-se que este teria sido o principal autor. De acordo com uma lenda, ele teria em tempos pronunciado com o Imperador Shirakawa sobre o seu jardim ser mais bonito do que o dele.
Existe também a possibilidade de que, ao existirem vários autores, a obra foi compilada na forma tradicional que conhecemos actualmente.

## História
Durante o Período Kamakura, foi referido como Senzai Hisshō ou a "Selecção Secreta dos Jardins", antes de adquirir o nome Sakuteiki no Período Edo. A versão mais antiga de um manuscrito Sakuteiki foi encontrada em dois rolos. A não ilustrada Sakuteiki foi o primeiro registo sistemático dos estilos de jardinagem no período Heian , produto da tradição oral de vários anos. O manuscrito define precisamente a arte de paisagismo como um esforço estético baseado no sentimento poético do desenho e do local. Ele enumera cinco estilos de jardinagem, designadamente:
- O "Ocean Style" (taikai no yō)[4]
- O "Mountain Torrent Style" (yama kawa no yō)[4]
- O "Broad River Style" (taiga no yō)[4]
- O "Wetland Style" (numa ike no yō)[4]
- O "Reed Style" (ashide no yō)[4]

O Sakuteiki foi escrito numa época em que o emprego de pedras nos espaços exteriores das construções foi a parte mais importante de jardinagem, e literalmente define a arte de concepção de jardins, usando a expressão ishi wo taten koto para caracterizar não só a colocação de pedra, mas também a própria estética do jardim. O manuscrito aconselha ao leitor não só sobre a forma de colocação das pedras, mas também como seguir o "desejo" das mesmas que protagonizam o espaço. Jardins com lagos incrustados de rochas que se comunicam entre si através de pontes de madeira e pedra.